# Marie Rosenius
Marie Charlotte Rosenius, född 24 maj 1969,  är en svensk teolog och författare. 

## Biografi
Rosenius har varit verksam som doktorand vid Umeå universitet. Sedan 2018 är hon forskare i praktisk teologi vid Åbo Akademi. Hennes doktorsavhandling heter Svenska kyrkan samma kyrka?: ecklesiologi för och efter relationsförändringen mellan kyrka och stat. Rosenius har bidragit med texter till Svensk teologisk kvartalsskrift och Svensk kyrkotidning.

### Monografier
- Rosenius, Marie. Delaktig i vilken mening? En teologisk analys av delaktighetsstrategier i svenskkyrkligt gudstjänstliv. Skellefteå: Artos & Norma, 2021. Libris
- Rosenius, Marie. Samarbetskyrkan: En fråga om ecklesiologiskt kapital. Uppsala: EFS Budbäraren, 2020 (tredje delen i Acta Johannelundensia). Libris
- Rosenius, Marie. Spänning och samspel: En orientering i ecklesiologi och liturgi. Skellefteå: Artos & Norma, 2019. Libris
- Rosenius, Marie. Svenska kyrkan samma kyrka? Ecklesiologi före och efter relationsförändringen mellan kyrka och stat. Diss. Skellefteå: Artos & Norma, 2015. Libris

### Redaktörskap för vetenskapliga antologier
- Girmalm, Thomas och Marie Rosenius (red.). Lärande och kyrka. Umeå: Umeå universitet, 2024. Libris

- Girmalm, Thomas och Marie Rosenius (red.). Inomkyrklig sekularisering. Umeå: Umeå universitet, 2019. Libris
- Rosenius, Marie (red.). Det kyrkliga språket i teori och praxis. Umeå: Umeå universitet, 2017. Libris

### Refereegranskade artiklar i vetenskapliga tidskrifter
- Rosenius, Marie. ”The liturgical movement in context of secularization: Late modern developments” i Studia liturgica: An international ecumenical review for liturgical research and renewal (2024). https://doi.org/10.1177/00393207231224499
- Vikström, Björn, Pamela Slotte, Kim Groop, Pekka Lindqvist & Marie Rosenius. ”Minority Theology: Theological Perspectives on a Complex Field” i Studia Theologica (2023), 1–25. https://doi.org/10.1080/0039338x.2022.2158930
- Rosenius, Marie och Thomas Girmalm. ”Från folkbildning till fortbildning: Synen på lärande och kyrka i Luleå stifts herdabrev” i Svensk Teologisk Kvartalskrift 95:1 (2019), 17–32. https://journals.lub.lu.se/STK/article/view/19974
- Rosenius, Marie. ”Predikan och gudstjänst i den nutida folkkyrkan: Kristus mun eller emotionell performance?” i Svensk Teologisk Kvartalskrift 93:1–2 (2017), 81–93. https://journals.lub.lu.se/index.php/STK/article/view/17263
- Rosenius, Marie. ”Empiri och teori i ecklesiologiska studier belysta genom ’den nya kyrkosynen’ och ’den tjänsteinriktade folkkyrkosynen’” i Svensk Teologisk Kvartalskrift 91:3 (2015), 90–100. https://journals.lub.lu.se/STK/article/view/16498
- Rosenius, Marie. “Hidden Ecclesiology: How Statistics Shaped the Church of Sweden” i Studia Liturgica: An International Ecumenical Review for Liturgical Research and Renewal, 45:1 (2015), 16–28. https://doi.org/10.1177/003932071504500103
- Girmalm, Thomas och Marie Rosenius. “From state church to faith community: An analysis of worldly and spiritual power in the Church of Sweden” i International Journal for the Study of the Christian Church, 13:1 (2013), 48–58. https://doi.org/10.1080/1474225X.2013.756632
- Rosenius, Marie. ”Lex orandi, lex credendi eller lex credendi, lex orandi: Om liturgi och ecklesiologi i ’Teologiska grundprinciper för arbetet i 2006 års kyrkohandboksgrupp’ och ’Mässans grundordning’” i Svensk Teologisk Kvartalskrift 88:2 (2012), 78–88.STK

### Kapitel i antologier
- Rosenius, Marie. "Kristendomskunskapen som försvann: varför saknas ett systematiskt och nationellt samordnat program för dopundervisning i Svenska kyrkan?" i Lärande och kyrka, red. Thomas Girmalm och Marie Rosenius, 41–80. Umeå Universitet, 2024. (Refereegranskad) DiVA

- Rosenius, Marie. ”Implicita ecklesiologier i synen på uppdraget som präst och dess konsekvenser för teologisk utbildning: En analys av två biskopsbrev” i Teologisk utbildning, red. Thomas Girmalm, 63–80. Umeå: Umeå Universitet, 2020. (Refereegranskad) DiVA

- Rosenius, Marie. ”Kyrkans kroppsspråk i teologisk belysning: Perspektiv på ordo som ecklesiologisk resurs” i Det kyrkliga språket i teori och praxis, red. Marie Rosenius, 31–50. Umeå: Umeå Universitet, 2017. (Refereegranskad) DiVA

### Övriga vetenskapliga publikationer
- Rosenius, Marie. ”Ecklesiologi och liturgi: Vikten av teologisk analys” i Svensk Pastoraltidskrift nr 7 (2020), 197–200.

- Rosenius, Marie. ”Gudstjänststatistiken och kyrkans självbild” i Svensk Kyrkotidning, nr. 4 (2016), 143–146. DiVA

- Rosenius, Marie. “Prästutbildningen: Legitimerade experter eller andliga ledare?” i Svensk Kyrkotidning, nr. 2 (2016), 42–46. Svensk Kyrkotidning

### Populärvetenskapliga publikationer
- Rosenius, Marie. ”Barn och barns delaktighet: Söndagsskolan som exempel” i Åbo Underrättelser 203 (2019), 15. Åbo Underrättelser